# 多齒下口鯰
多齒下口鯰，為輻鰭魚綱鯰形目甲鯰科的其中一種，為熱帶淡水魚，分布於南美洲巴拉那河、Paranapanema河流域，體長可達19.8公分，棲息在底層水域，生活習性不明。

## 扩展阅读
維基物種上的相關：多齒下口鯰